# Monocrotalin
Monocrotalin ist ein giftiges Alkaloid aus der Pflanzenfamilie der Schmetterlingsblütler und gehört aufgrund seiner Struktur zur Stoffgruppe der Pyrrolizidinalkaloide.

## Vorkommen

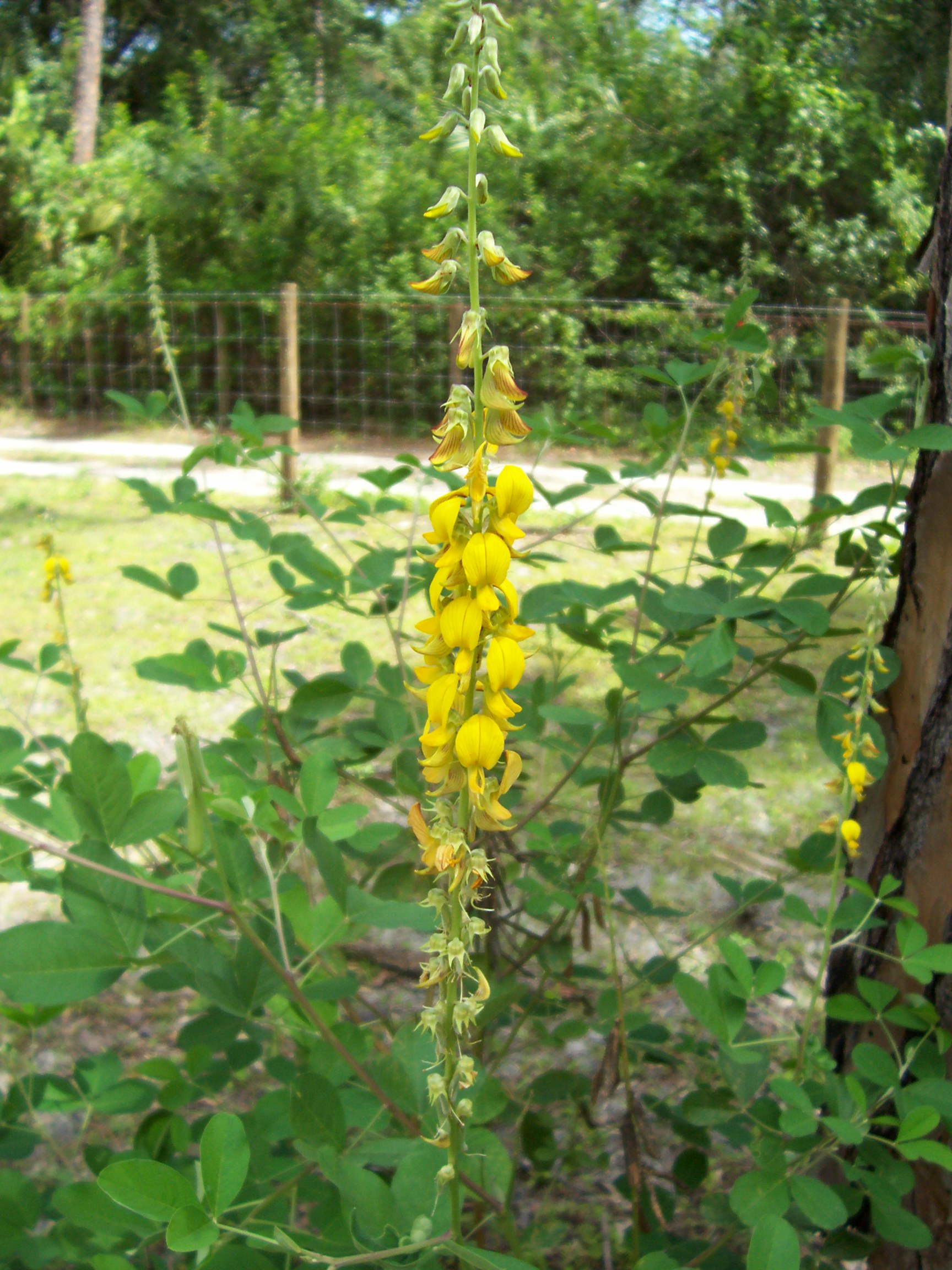
Crotalaria spectabilis

Monocrotalin kommt in vielen Arten der Gattung Crotalaria (Schmetterlingsblütler) vor; zum Beispiel in den Samen von Crotalaria spectabilis und Crotalaria retusa. Es dient dort zur Abwehr von Fressfeinden, kann jedoch auch zur Vergiftung von Nutztieren wie Rindern führen.
Die Larven des Schmetterlings Utetheisa ornatrix aus der Familie der Bärenspinner ernähren sich fast ausschließlich von Crotalaria-Samen und können Monocrotalin sequestrieren, das heißt aufnehmen und einlagern. Auf diese Weise sind sie für den Rest ihres Lebens (auch nach Verpuppung als Schmetterling) vor Fressfeinden wie Spinnen geschützt.

## Struktur
Monocrotalin zählt zu den Retronecinen und bildet einen elfgliedrigen Makrocyclus aus dem Pyrrolizidin-Grundgerüst und unterschiedlich substituierten Pentandisäuren. Zu den etwa 30 bekannten Vertreter dieses Strukturmusters gehört auch das Grahamin.